# Aurolac

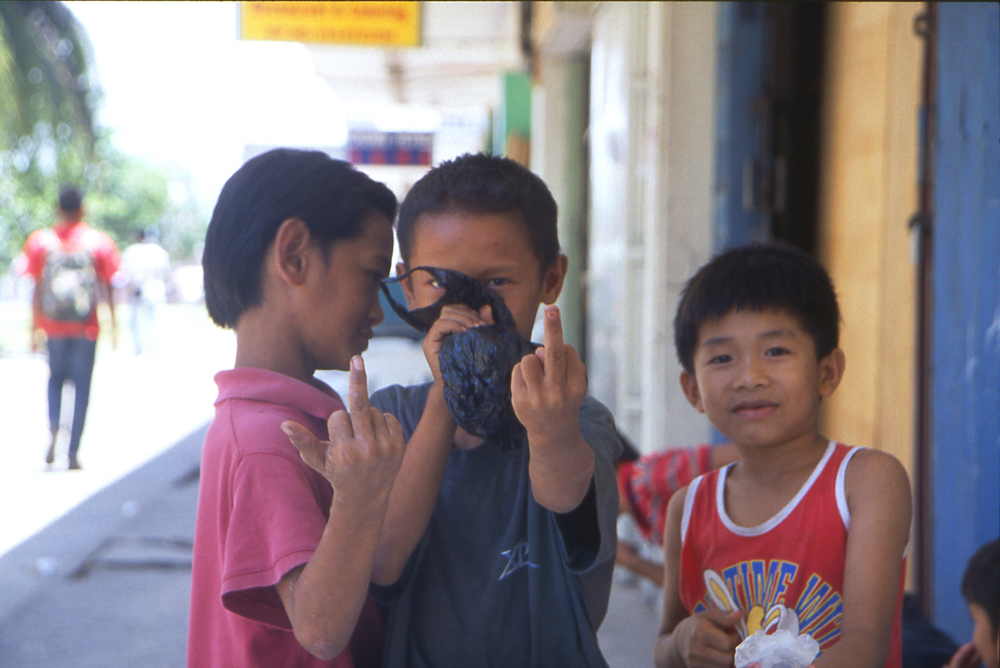
Bambini delle strade di Keningau, Borneo, inalano aurolac da un sacchetto di plastica

Aurolac è il nome commerciale di uno smalto dorato per la verniciatura di oggetti metallici contenente solventi con effetti allucinogeni.

## Effetti dei vapori del solvente
Nella prima fase gli inalanti producono uno stato di disibinizione e sonnolenza assimilabile al consumo di alcool. Utilizzato in quantità più grandi quasi tutti gli inalanti producono uno stato di anestetizzazione, intorpidimento e persino perdita di coscienza. Tra gli effetti più comuni vi sono: nausea, vomito, vertigini, apatia, mal di testa, euforia. L'utilizzo di dosi elevate può portare al delirio. Utilizzati a lungo termine gli inalanti portano alla perdita di peso, alla mancanza di concentrazione dell'attenzione, alla mancanza di coordinamento, all'irritabilità, alla depressione. Dopo un lungo periodo i solventi creano dipendenza.

## Consumo di inalanti in Romania
A Bucarest, dopo il 1989, sono presenti un gran numero di "bambini di strada", la maggior parte orfani drogati di Aurolac che vengono chiamati per questo "aurolaci". La sostanza viene solitamente versata in un sacchetto di plastica per poter inalare i vapori del solvente.
Nel 2002 il loro numero è stato stimato a 1.601. Nel 2004 le autorità rumene hanno dichiarato che il numero di "aurolaci" non era più di 2.000 ma, secondo le ONG, la cifra reale era molto più elevata.
Nel 2000, ha girato tutto il mondo l'immagine di un bambino nudo che consumava l'aurolac mentre piangeva in una stazione di tram nel quartiere Rahova di Bucarest, definendo la Romania in transizione.